# Paramelisa bitjeana
Paramelisa bitjeana là một loài bướm đêm thuộc phân họ Arctiinae, họ Erebidae.